# إد رولاند
إد رولاند (بالإنجليزية: Ed Roland)‏ هو عازف قيثارة ومغني ومنتج أسطوانات وملحن ومغن مؤلف أمريكي، ولد في 3 أغسطس 1963 في ستوكبريدج في الولايات المتحدة.

## وصلات خارجية
- الموقع الرسمي
- إد رولاند على موقع IMDb (الإنجليزية)
- إد رولاند على موقع ميوزك برينز (الإنجليزية)
- إد رولاند على موقع أول ميوزيك (الإنجليزية)
- إد رولاند على موقع ديسكوغز (الإنجليزية)
- إد رولاند على موقع قاعدة بيانات الفيلم (الإنجليزية)
- إد رولاند على موقع كينوبويسك (الروسية)